# Discocyrtus bucki
Discocyrtus bucki is een hooiwagen uit de familie Gonyleptidae.